# Stazione di Akiyama
La stazione di Akiyama (秋山駅?, Akiyama-eki) è una stazione ferroviaria appartenente alla città di Matsudo, nella prefettura di Chiba, in Giappone. È servita dalla linea Hokusō, gestita dalla società Ferrovia Hokusō.

## Linee
Ferrovie Hokusō
● Linea Hokusō

## Struttura
La stazione è realizzata in trincea semicoperta, con fabbricato viaggiatore al livello del terreno. Al primo piano interrato è presente il mezzanino, e al secondo, due marciapiedi laterali con due binari passanti, collegati al mezzanino da ascensori e scale mobili e fisse.
| 1 | ● Linea Hokusō | per Keisei Takasago, Oshiage, Ueno, Asakusa, Shinagawa, Haneda Aeroporto e Yokohama         |
| 2 | ● Linea Hokusō | per Shin-Kamagaya, Chiba-Newtown-Chūō, Inzai-Makinohara, Inba-Nihon-Idai e Narita Aeroporto |

## Stazioni adiacenti
| «            | Servizio          | »               |
| Linea Hokusō | Linea Hokusō      | Linea Hokusō    |
| ------------ | ----------------- | --------------- |
| Kita-Kokubun | Locale            | Higashi-Matsudo |
| Transito     | Espresso          | Transito        |
| Transito     | Espresso limitato | Transito        |